# Октавіан Попеску (футболіст, 2002)
Октавіан Джордже Попеску (рум. Octavian George Popescu, нар. 27 грудня 2002, Тирговіште, Румунія) — румунський футболіст, вінгер клубу «Стяуа» та національної збірної Румунії.

## Ігрова кар'єра

### Клубна
Октавіан Попеску починав займатися футболом в академії клубу «Університатя» з Крайови. У 2020 році футболіст приєднався до молодіжної команди столичного «Стяуа». У вересні того для набору ігрової практики футболіст був направлений в оренду у клуб Другого дивізіону «Турріс» але одразу був повернутий назад до «Стяуа» через невірно оформлені документи переходу. І в вересні того року у віці 17 - ти років дебютував у першій команді «Стяуа» у матчі чемпіонату Румунії.
Перед початком сезону 2022/23 Попеску отримав футболку з номером 10, а також статус віце - капітана команди.

### Збірна

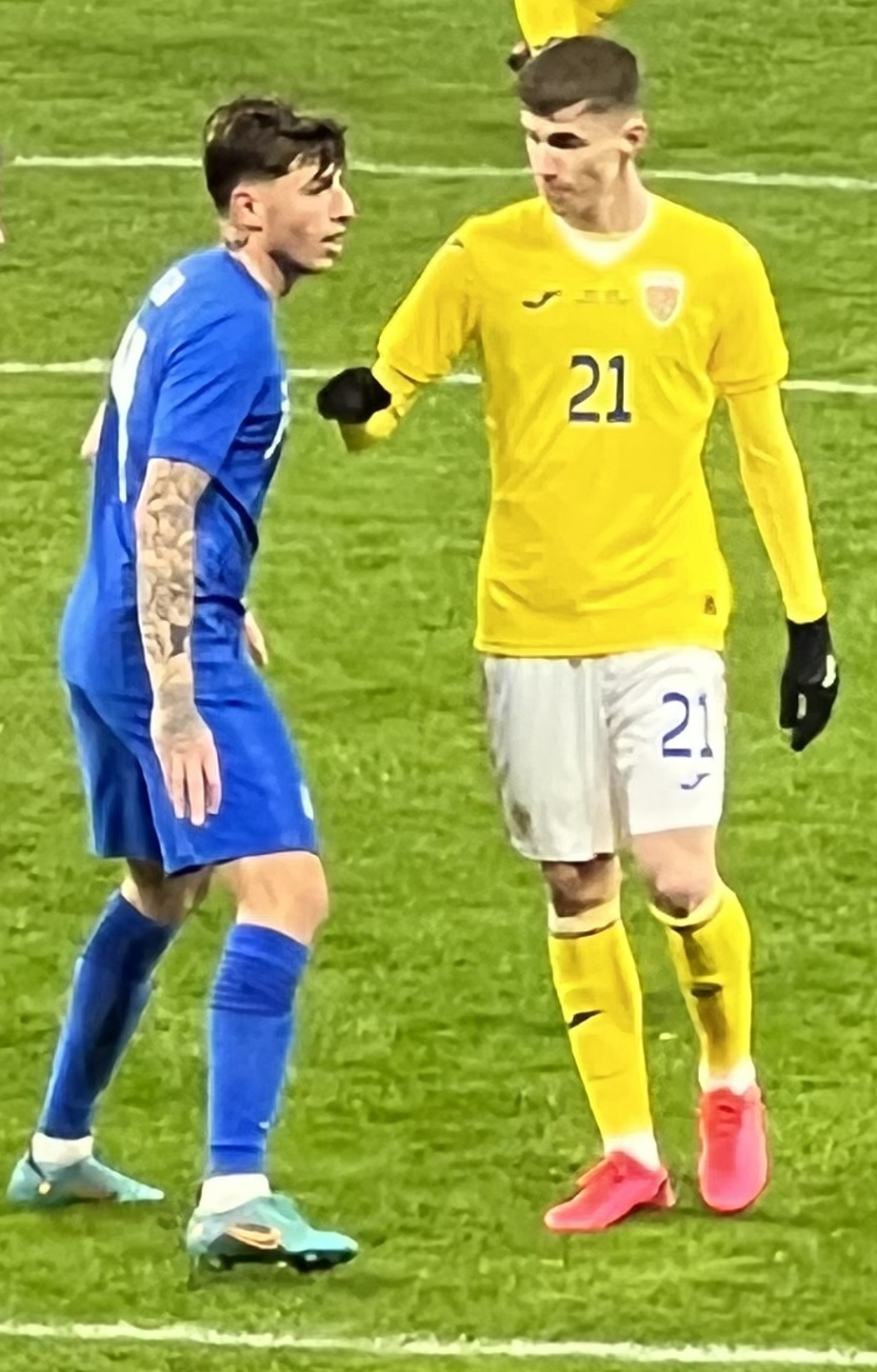
Октавіан Попеску у збірній

У червні 2021 року Октавіан Попеску у складі олімпійської збірної Румунії брав участь у літніх Олімпійських іграх у Токіо, де зіграв дві гри.
25 березня 2022 року у матчі проти команди Греції Октавіан Попеску дебютував у національній збірній Румунії.

## Досягннення
- Чемпіон Румунії (2):

«ФКСБ»: 2023-24, 2024-25
- Володар Суперкубка Румунії (1):

«ФКСБ»: 2024

## Стиль гри
Октавіана Попеску на батьківщині вважають талановитим футболістом і бачать в його особі майбутнє румунського футболу.